# Вулиця Уляни Кравченко (Львів)
Вулиця Уляни Кравченко — вулиця у Франківському районі міста Львова, місцевість Богданівка. Сполучає вулиці Городоцьку та Сулими. Прилучається вулиця Зигзаг.

## Історія
Вулиця виникла на початку XX століття в межах підміського села Богданівка та з 1928 року мала назву Церковна, через церкву святих Андрія і Володимира, що розташовувалася неподалік. Після входження селища до меж міста, назва вулиці не змінилася.Під час німецької окупації, з 1943 року по липень 1944 року мала назву Балабанґассе, на честь львівського православного архимандрита Гедеона Балабана. Після встановлення у Львові радянської влади, вулиці на деякий час повернули довоєнну назву, але вже у 1946 році перейменували на вулицю Клари Цеткін, на честь Клара Цеткін, діячки німецького комуністичного руху першої половини XX століття. Сучасну назву вулиця отримала у 1991 році, на пошану української письменниці Уляни Кравченко.

## Забудова
Вулиця Уляни Кравченко забудована переважно будинками середини XX століття, у стилі конструктивізму. 
На місці будинку № 1, що на розі з вулицею Городоцькою, у 1918—1961 роках стояв дерев'яний греко-католицький парафіяльний храм святого апостола Андрія і святого Володимира підміських селищ Богданівка та Сигнівка. 1918 року храм освятив праведний митрополит Андрей Шептицький. Поруч в ті часи існувала читальня товариства «Просвіта». 1922 року поруч з церквою була збудована дерев'яна дзвіниця. У 1927 році стараннями о. Євгена Гаврилюка церква отримала статус окремої капелянії, 1931 року — статус окремої парохії. Планувалося поряд із дерев'яною церквою звести муровану, проте цим планам завадила друга світова війна. Вже за радянської влади, у березні 1946 року церкву було відібрано у греко-католицької громади Богданівки, а 1961 року її було знесено. 12 квітня 1962 року було підписано акт відводу земельної ділянки під будівництво п'ятиповерхового житлового будинку, який було зведено на місці знесеної церкви й здано в експлуатацію під кінець 1963 року. Іконостас церкви перевезли до храму в с. Суховоля. 8 жовтня 2017 року на фасаді п'ятиповерхівки відкрили та освятили пам'ятну таблицю, яка сповіщає про те, що тут стояла церква святого апостола Андрія і святого Володимира, знесена комуністичним режимом у 1961 році. Депутати фракції «Народний контроль» у ЛМР ініціювали відбудову церкви.
У повоєнні часи у будинку № 2 розташовувалася меблева артіль «Нова Зоря», у будинку № 4 з 1950-х років містилися дві філії Центрального універмагу. Під № 8 будівельною компанією «Галжитлобуд» збудований сучасний житловий десятиповерховий будинок, під № 13 корпорацією «Карпатбуд» збудований чотириповерховий житловий будинок. Під № 23 збереглася вілла початку XX століття.